# Cyrtostolus subalatus
Cyrtostolus subalatus är en skalbaggsart som beskrevs av Scott 1908. Cyrtostolus subalatus ingår i släktet Cyrtostolus och familjen glansbaggar. Inga underarter finns listade i Catalogue of Life.